# Rancho Arriba
Rancho Arriba es un municipio de la República Dominicana, que está situado en la provincia de San José de Ocoa.

## Límites
Municipios limítrofes:
|                                          | Norte: Jima Abajo, Bonao y Piedra Blanca |                  |
| Oeste: La Vega, Jarabacoa y Sabana Larga |                                          | Este: Los Cacaos |
|                                          | Sur: San José de Ocoa                    |                  |

## Distritos municipales
Está formado por el distrito municipal de:
| Nombre        | Código   |
| ------------- | -------- |
| Rancho Arriba | 05310301 |

## Demografía
Según el Censo de Población y Vivienda de 2010, el municipio tenía una población total de 20.500 habitantes, de los cuales 10.300 eran hombres y 10.200 mujeres. 

## Historia
El municipio era una sección rural del municipio de San José de Ocoa hasta que la Ley n.º 18 del 30 de abril de 1989 fusionó las secciones Rancho Arriba y Arroyo Cañas, constituyendo un distrito municipal. El Distrito Municipal quedó integrada por los parajes Pinar Claro, Piedra Blanca, Mahoma, Campeche, La Piña, Los Socías, Sector La Iglesia, El Cruce y el Bambú.
Al crearse la provincia de San José de Ocoa, Rancho Arriba fue elevado a la categoría de municipio, incluyendo a la Sección Mahoma.

## Clima
| Parámetros climáticos promedio de Rancho Arriba | Parámetros climáticos promedio de Rancho Arriba | Parámetros climáticos promedio de Rancho Arriba | Parámetros climáticos promedio de Rancho Arriba | Parámetros climáticos promedio de Rancho Arriba | Parámetros climáticos promedio de Rancho Arriba | Parámetros climáticos promedio de Rancho Arriba | Parámetros climáticos promedio de Rancho Arriba | Parámetros climáticos promedio de Rancho Arriba | Parámetros climáticos promedio de Rancho Arriba | Parámetros climáticos promedio de Rancho Arriba | Parámetros climáticos promedio de Rancho Arriba | Parámetros climáticos promedio de Rancho Arriba | Parámetros climáticos promedio de Rancho Arriba |
| Mes                                             | Ene.                                            | Feb.                                            | Mar.                                            | Abr.                                            | May.                                            | Jun.                                            | Jul.                                            | Ago.                                            | Sep.                                            | Oct.                                            | Nov.                                            | Dic.                                            | Anual                                           |
| ----------------------------------------------- | ----------------------------------------------- | ----------------------------------------------- | ----------------------------------------------- | ----------------------------------------------- | ----------------------------------------------- | ----------------------------------------------- | ----------------------------------------------- | ----------------------------------------------- | ----------------------------------------------- | ----------------------------------------------- | ----------------------------------------------- | ----------------------------------------------- | ----------------------------------------------- |
| Temp. máx. media (°C)                           | 26.8                                            | 27.4                                            | 28.1                                            | 28.3                                            | 29.2                                            | 29.9                                            | 30.0                                            | 30.3                                            | 30.6                                            | 29.8                                            | 28.3                                            | 26.6                                            | 28.8                                            |
| Temp. mín. media (°C)                           | 11.9                                            | 11.9                                            | 12.9                                            | 14.0                                            | 15.3                                            | 15.6                                            | 15.8                                            | 15.6                                            | 15.0                                            | 14.6                                            | 13.8                                            | 12.0                                            | 14                                              |
| Temp. mín. abs. (°C)                            | 3.5                                             |                                                 |                                                 |                                                 |                                                 |                                                 |                                                 |                                                 |                                                 |                                                 |                                                 |                                                 | 3.5                                             |
| Lluvias (mm)                                    | 65                                              | 63                                              | 68                                              | 74                                              | 195                                             | 265                                             | 181                                             | 260                                             | 266                                             | 233                                             | 133                                             | 75                                              | 1878                                            |
| Fuente n.º 1: Oficina Nacional de Meteorología  |                                                 |                                                 |                                                 |                                                 |                                                 |                                                 |                                                 |                                                 |                                                 |                                                 |                                                 |                                                 |                                                 |
| Fuente n.º 2: Free Meteo -->                    |                                                 |                                                 |                                                 |                                                 |                                                 |                                                 |                                                 |                                                 |                                                 |                                                 |                                                 |                                                 |                                                 |

## Economía
La principal actividad económica del municipio es la agrícola, siendo esta una de las regiones más productivas del sur de la república. Actualmente se ha incrementado el cultivo en invernaderos en la zona. También el café, junto con una gran variedad de vegetales, forman parte de los productos que se consumen en el mercado nacional e internacional.